# Panzerbrigade 103
De Duitse Panzerbrigade 103 was een Duitse Panzerbrigade van de Wehrmacht tijdens de Tweede Wereldoorlog. De brigade kwam in actie in Letland en Oost-Pruisen, werd deels opgesplitst, vocht met ad-hoc-eenheden kort aan het Westfront, werd weer opgevuld en kwam daarna in actie aan het Oder-front.

## Krijgsgeschiedenis

### Oprichting
Panzerbrigade 103 werd opgericht op 26 juli 1944 in Wehrkreis VI uit delen van de rest-kampfgruppe 25e Panzerdivisie en afgiften van de Panzerdivisie “Norwegen”.

### Inzet
De staf werd gevormd door Pz.Gren.Rgt. 146, de Panzer-Abt. 2103 met 4 compagnieën uit Pz.Abt. Norwegen en het Pz.Gren.Btl. 2103 werd op Oefenterrein Grafenwöhr opgericht uit de resten van de Kampfgruppe "Treuhaupt", die de resten van de Panzergrenadierregimenten 146 en 147 van de 25e Panzerdivisie bundelde. 

Medio augustus 1944 werden alle delen van de brigade samengevat op Oefenterrein Arys in oost-Pruisen. Nog voor de opstelling beëindigd was, werd de brigade al naar Letland getransporteerd. Hier trad de brigade op als flankbescherming van Panzerverband Strachwitz, die de verbinding met het 16e Leger bij Riga weer moest openen. Deze inzet duurden van 17 tot 25 augustus bij Tukums. Daarna werd de brigade reserve bij het 4e Leger. In september en oktober werd de brigade vervolgens ingezet bij de defensieve gevechten om Oost-Pruisen. En in november weer reserve 4e Leger. Medio november moest de brigade delen aan de 18e Panzergrenadierdivisie afgeven en resten van Panzergrenadierbataljon 2103 werden in de 5e Panzerdivisie ingevoegd. Nadat de Panzer-Abteilung ook de resterende tanks aan andere pantsereenheden had afgegeven, werd het personeel naar de  Panzer-Ersatz-Abteilung 5 in Neuruppin getransporteerd. De staf van de brigade met ondersteunende eenheden werd nu naar Oefenterrein Sennelager verplaatst. Vanaf 26 november fungeerde de staf als tactische staf over allerlei ad-hoc-eenheden rond Bad Bergzabern bij het 19e Leger. Deze Kampfgruppe verhinderde op de westelijke Rijnoever een vijandelijke doorbraak. Tot begin 1945 werden de eenheden dan uit de linie gehaald en vanaf 11 januari 1945 op Grafenwöhr weer opgefrist. De Panzer-Abteilung 2103 werd op 2 januari 1945 omgedoopt in I/Pz.Reg. 39 en kwam bij de 17e Panzerdivisie. Op 20 januari 1945 werd de brigade, met nieuw toegevoegde Panzerregiment z.b.V. "Coburg", per trein naar Neder-Silezië vervoerd, naar oefenterrein Neuhammer. Vanaf 26 januari 1945 werd de brigade dan ingezet tegen het Oderbruggenhoofd bij Steinau. In februari volgens gevechten bij Steinau, Liegnitz en Kaltwasser. Eind Februar 1944 verplaatsing naar Lauban. Delen van de brigade werden in Lauban ingesloten door Sovjet-troepen.  Begin maart lanceerde de brigade een ontzettingspoging en op 5 maart lukte dat. Daarna volgde een verplaatsing naar het Oder-front ten oosten van Berlijn. 

### Einde
Panzerbrigade 103 werd op 8 maart 1945 aan het Oder-front gebruikt om de Panzerdivisie "Münchberg" te vormen.

### Slagorde
1944
- Panzerabteilung 2103 met 4 compagnieën (3 Panther tank compagnieën (40 stuks), 1 Jagdpanzer IV compagnie (10 stuks))
- Panzergrenadierbataljon 2103 met 5 compagnieën
- Brigade-eenheden met nummer 2103

1944 Westfront
- II/Pz.Reg.2 met 1 compagnie (6 Pz IV + 11 JgdPz IV/70(V))

1945
- Staf met 4 Panthers
- II/Pz.Reg.9 met 3 compagnieën (14 Pz IV + 26 JgdPz IV/70(V))
- I/Pz.Reg.29 met 2 compagnieën (2 Panthers, 14 JgdPz IV/70(V), 14 Jagdpanther)
- I/Pz.Reg.39 met 3 compagnieën (46 Panthers)

## Commandanten

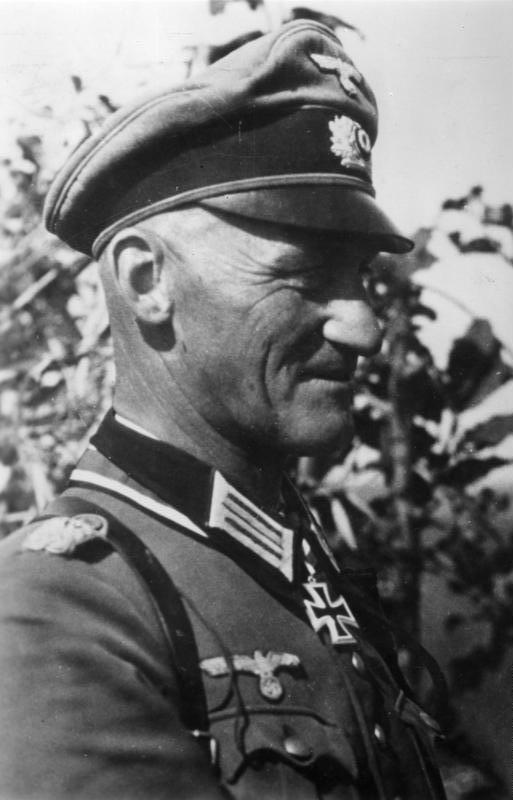
Werner Mummert als majoor in 1942

| Rang   | Naam           | Begin         | Eind          |
| ------ | -------------- | ------------- | ------------- |
| Oberst | Kurt Treuhaupt | 26 juli 1944  | november 1944 |
| Oberst | Werner Mummert | november 1944 | 8 maart 1945  |